# André Almeida
André Gomes Magalhães de Almeida, conosciuto semplicemente come André Almeida (Lisbona, 10 settembre 1990), è un ex calciatore portoghese, di ruolo difensore.

## Carriera

### Club

#### Gli inizi: Belenenses
Dopo aver giocato per altri tre club giovanili nella sua città natale, Lisbona, Almeida ha terminato la sua carriera giovanile con il Belenenses, debuttando nella massima divisione portoghese l'11 gennaio 2009 giocando un minuto in una sconfitta per 0-1 contro il Rio Ave. Ha concluso la sua prima stagione con 20 partite e un gol, retrocedendo tuttavia in Liga Vitalis, l'allora seconda divisione portoghese.
Almeida ha giocato in 18 partite nella stagione 2010-11 e ha segnato due gol, ma il Belenenses si è classificato solo al 13º posto.

#### Benfica
Poi Almeida ha deciso di firmare per il Benfica nell'estate del 2011, è stato subito prestato ad un'altra formazione della massima serie, l'U.D. Leiria. A dicembre, tuttavia, è stato richiamato dal club padrino, mettendo a referto quattro presenze ufficiali per la prima squadra fino alla fine della stagione, tra cui 90 minuti in una vittoria casalinga per 2-0 sul C.D. Santa Clara per la coppa nazionale, che il Benfica vinse per la quarta volta consecutiva.
Almeida ha iniziato la stagione 2012-13 con il Benfica B in seconda serie. Tuttavia, in seguito alle cessioni di Javi García e Axel Witsel negli ultimi minuti della finestra di trasferimento dell'estate, ha iniziato a essere aggregato regolarmente alla squadra principale, o come sostituto del terzino destro titolare Maxi Pereira o come centrocampista centrale.
Almeida ha esordito in UEFA Champions League il 19 settembre 2012 con uno 0-0 contro il Celtic. Ha anche giocato tutti i 90 minuti della seconda partita della fase a gironi tra le due squadre, un successo casalingo per 2-1; in entrambe le occasioni, è stato schierato come esterno destro di difesa. Il 18 gennaio 2017, Almeida ha segnato il suo primo gol con il Benfica in una vittoria casalinga per 6-2 contro il Leixões nei quarti di finale di Taça de Portugal.
Dopo la partenza di Jardel nel giugno 2021, il portoghese è ufficialmente divenuto il capitano della squadra, venendo poi sostituito da Nicolás Otamendi nella stagione 2022-2023.
Dopo 12 anni di permanenza, 369 gare disputate e 14 reti segnate, Il 31 gennaio 2023 annuncia la rescissione consensuale del contratto con il club portoghese.

## Statistiche

### Presenze e reti nei club
Statistiche aggiornate al 26 gennaio 2023.
| Stagione            | Squadra           | Campionato        | Campionato | Campionato | Coppe nazionali | Coppe nazionali | Coppe nazionali | Coppe continentali | Coppe continentali | Coppe continentali | Altre coppe | Altre coppe | Altre coppe | Totale | Totale |
| Stagione            | Squadra           | Comp              | Pres       | Reti       | Comp            | Pres            | Reti            | Comp               | Pres               | Reti               | Comp        | Pres        | Reti        | Pres   | Reti   |
| ------------------- | ----------------- | ----------------- | ---------- | ---------- | --------------- | --------------- | --------------- | ------------------ | ------------------ | ------------------ | ----------- | ----------- | ----------- | ------ | ------ |
| 2008-2009           | Belenenses        | PL                | 4          | 0          | CP+CdL          | 0               | 0               | -                  | -                  | -                  | -           | -           | -           | 4      | 0      |
| 2009-2010           | Belenenses        | PL                | 20         | 1          | CP+CdL          | 3+1             | 0               | -                  | -                  | -                  | -           | -           | -           | 24     | 1      |
| 2010-2011           | Belenenses        | SL                | 18         | 2          | CP+CdL          | 2+2             | 0               | -                  | -                  | -                  | -           | -           | -           | 22     | 2      |
| Totale Belenenses   | Totale Belenenses | Totale Belenenses | 42         | 3          |                 | 8               | 0               |                    | -                  | -                  |             | -           | -           | 50     | 3      |
| ago. 2011-gen. 2012 | União Leiria      | PL                | 11         | 1          | CP+CdL          | 1+0             | 0               | -                  | -                  | -                  | -           | -           | -           | 12     | 1      |
| gen.-giu. 2012      | Benfica           | PL                | 3          | 0          | CP+CdL          | 0+1             | 0               | UCL                | 0                  | 0                  | -           | -           | -           | 4      | 0      |
| 2012-2013           | Benfica           | PL                | 14         | 0          | CP+CdL          | 5+3             | 0               | UCL+UEL            | 4+8                | 0                  | -           | -           | -           | 34     | 0      |
| 2013-2014           | Benfica           | PL                | 10         | 0          | CP+CdL          | 3+4             | 0               | UCL+UEL            | 4+5                | 0                  | -           | -           | -           | 26     | 0      |
| 2014-2015           | Benfica           | PL                | 20         | 0          | CP+CdL          | 3+2             | 0               | UCL                | 6                  | 0                  | SP          | 0           | 0           | 31     | 0      |
| 2015-2016           | Benfica           | PL                | 26         | 0          | CP+CdL          | 1+2             | 0               | UCL                | 8                  | 0                  | SP          | 0           | 0           | 37     | 0      |
| 2016-2017           | Benfica           | PL                | 14         | 1          | CP+CdL          | 3+4             | 1+0             | UCL                | 4                  | 0                  | SP          | 0           | 0           | 25     | 2      |
| 2017-2018           | Benfica           | PL                | 31         | 2          | CP+CdL          | 2+2             | 0               | UCL                | 4                  | 0                  | SP          | 1           | 0           | 40     | 2      |
| 2018-2019           | Benfica           | PL                | 33         | 1          | CP+CdL          | 3+3             | 0               | UCL+UEL            | 10+3               | 0                  | -           | -           | -           | 52     | 1      |
| 2019-2020           | Benfica           | PL                | 23         | 4          | CP+CdL          | 3+0             | 0               | UCL                | 1                  | 0                  |             | -           | -           | 27     | 4      |
| 2020-2021           | Benfica           | PL                | 4          | 0          | CP+CdL          | 0+0             | 0+0             | UCL                | 1                  | 0                  | -           | -           | -           | 5      | 0      |
| 2021-2022           | Benfica           | PL                | 15         | 0          | CP+CdL          | 3+1             | 1+0             | UCL                | 7                  | 0                  | -           | -           | -           | 26     | 1      |
| 2022-gen. 2023      | Benfica           | PL                | -          | -          | CP+CdL          | -               | -               | UCL                | -                  | -                  | -           | -           | -           | -      | -      |
| Totale Benfica      | Totale Benfica    | Totale Benfica    | 245        | 12         |                 | 57              | 2               |                    | 65                 | 0                  |             | 1           | 0           | 369    | 14     |
| Totale carriera     | Totale carriera   | Totale carriera   | 318        | 16         |                 | 66              | 2               |                    | 65                 | 0                  |             | 1           | 0           | 431    | 18     |

### Cronologia presenze e reti in nazionale
| Cronologia completa delle presenze e delle reti in nazionale ― Portogallo | Cronologia completa delle presenze e delle reti in nazionale ― Portogallo | Cronologia completa delle presenze e delle reti in nazionale ― Portogallo | Cronologia completa delle presenze e delle reti in nazionale ― Portogallo | Cronologia completa delle presenze e delle reti in nazionale ― Portogallo | Cronologia completa delle presenze e delle reti in nazionale ― Portogallo | Cronologia completa delle presenze e delle reti in nazionale ― Portogallo | Cronologia completa delle presenze e delle reti in nazionale ― Portogallo |
| Data                                                                      | Città                                                                     | In casa                                                                   | Risultato                                                                 | Ospiti                                                                    | Competizione                                                              | Reti                                                                      | Note                                                                      |
| ------------------------------------------------------------------------- | ------------------------------------------------------------------------- | ------------------------------------------------------------------------- | ------------------------------------------------------------------------- | ------------------------------------------------------------------------- | ------------------------------------------------------------------------- | ------------------------------------------------------------------------- | ------------------------------------------------------------------------- |
| 11-10-2013                                                                | Lisbona                                                                   | Portogallo                                                                | 1 – 1                                                                     | Israele                                                                   | Qual. Mondiali 2014                                                       | -                                                                         |                                                                           |
| 15-10-2013                                                                | Coimbra                                                                   | Portogallo                                                                | 3 – 0                                                                     | Lussemburgo                                                               | Qual. Mondiali 2014                                                       | -                                                                         |                                                                           |
| 31-5-2014                                                                 | Oeiras                                                                    | Portogallo                                                                | 0 – 0                                                                     | Grecia                                                                    | Amichevole                                                                | -                                                                         |                                                                           |
| 6-6-2014                                                                  | Foxborough                                                                | Messico                                                                   | 0 – 1                                                                     | Portogallo                                                                | Amichevole                                                                | -                                                                         |                                                                           |
| 10-6-2014                                                                 | East Rutherford                                                           | Irlanda                                                                   | 1 – 5                                                                     | Portogallo                                                                | Amichevole                                                                | -                                                                         | 65’                                                                       |
| 16-6-2014                                                                 | Salvador                                                                  | Germania                                                                  | 4 – 0                                                                     | Portogallo                                                                | Mondiali 2014 - 1º turno                                                  | -                                                                         | 65’                                                                       |
| 22-6-2014                                                                 | Manaus                                                                    | Stati Uniti                                                               | 2 – 2                                                                     | Portogallo                                                                | Mondiali 2014 - 1º turno                                                  | -                                                                         | 46’                                                                       |
| 31-3-2015                                                                 | Estoril                                                                   | Portogallo                                                                | 0 – 2                                                                     | Capo Verde                                                                | Amichevole                                                                | -                                                                         | 79’                                                                       |
| Totale                                                                    |                                                                           | Presenze                                                                  | 8                                                                         |                                                                           | Reti                                                                      | 0                                                                         |                                                                           |

## Palmarès

### Club

#### Competizioni nazionali
- Campionato portoghese: 5

Benfica: 2013-2014, 2014-2015, 2015-2016, 2016-2017, 2018-2019
- Coppa del Portogallo: 1

Benfica: 2013-2014
- Coppa di Lega portoghese: 4

Benfica: 2011-2012, 2013-2014, 2014-2015, 2015-2016
- Supercoppa di Portogallo: 3

Benfica: 2014, 2016, 2019